# Ернст Захс
Ернст Захс (англ. Ernst Sachs; 22 листопада 1867 – 2 липня 1932) — німецький механік, промисловець відомий як винахідник велосипедної гальмівної втулки «Торпедо».

## Біографічна довідка
Ернст Захс народився 22 листопада 1867 року в місті Констанц-Петерхаузен (нім. Konstanz-Petershausen).
Його батько був теслею і мав власну лісопилку де працювало 70 робітників.
Після закінчення початкової школи у віці 13 років, він навчався районній школі в Цюріху. Після цього навчався професії слюсаря-інструментальника в Штутгарті на фабриці по виробництву механічних пил.
Згодом Е. Захс працював на механічному заводі точних машин у Франкфурті прецензійним механіком. Він захопився модними тоді велосипедами. У віці 20 років, Захс власноруч збудував собі двоколісний велосипед типу «Пенні-фартинг». Згодом він придбав досконалий велосипед з гумовими покришками, був членом велосипедного клубу, брав участь в гонках, посягав призові місця.
Е. Захс одружився з дочкою підприємця Вільгельма Хопфінгера (Wilhelm Höpflinger), Барбарою та переїхав в місто Швайнфурт (нім. Schweinfurt). Велосипеди стали його основним захопленням, він працював на вдосконаленням маточин коліс з використанням кулькових вальниць.

## Діяльність
В 1898 році на виставці в Англії Ернст Захс вперше презентував маточину заднього колеса велосипеда з обгінною муфтою (вільним ходом) власної конструкції. На той час подібні втулки вже існували, але були складнішої конструкції та без гальм, модель Ернста Захса не отримала належної оцінки.
Після вдосконалення в 1903 році Захс запатентував нову конструкцію втулки заднього колеса з вільним ходом та внутрішнім гальмівним механізмом оснащену кульковими вальницями. Згодом вона отримала назву «Torpedo».
Вдала конструкція механізму втулки забезпечувала велосипеду легкий хід, гарний накат та надійне гальмування. Цей винахід став революційним у розвитку історії велосипеда.
1 серпня 1895 року за сприянням тестя Вільгельма Хопфінгера, Ернст Захс разом з комерційним компаньйоном Карлом Фіхтелем ((нім.Karl Fichtel (1853—1911)), заснував в місті Швайнфурт підприємство «Schweinfurter Präzisions-Kugellagerwerke Fichtel & Sachs» яке почало масове виробництво вальниць кочення та велосипедних гальмівних одношвидкісних втулок «Торпедо». Завдяки порівняно простій конструкції, надійності, ефективного гальмування та легкості налаштування, нова втулка швидко завоювала всесвітню популярність. В 1905 році Захс розробив також двошвидкісну втулку з планетарним редуктором, а згодом і тришвидкісну. Був автором близько 100 патентованих винаходів.
Виробництво велосипедних втулок та вальниць кочення для промисловості та машин принесло значний капітал. Під тиском економічних обставин, в 1929 році Захс змушений був продати основний пакет акцій підрозділу по виробництву кулькових вальниць шведському концерну SKF. Ернст Захс був головою наглядової ради об'єднання німецьких виробників кулькових вальниць.
Як передбачливий підприємець, Ернст Захс вдало вклав виручені кошти в розвиток нового напрямку: виробництво двигунів внутрішнього згорання для велосипедів, мотоциклів та амортизаторів і систем зчеплення для автомототехніки. Компанія «Sachs» в Швайнфурті існує до нашого часу.
Ернст Захс помер 2 липня 1932 року після нетривалої хвороби у віці 64 років від лейкемії. Справу батька продовжив його син Віллі Захс.